# Esqui cross-country na Universíada de Inverno de 2009
As competições de esqui cross-country na Universíada de Inverno de 2009 foram disputadas no Resort de esqui Yabuli em Harbin, China entre 20 e 28 de fevereiro de 2009.

## Calendário
| Esqui cross-country                                    | Fevereiro | Fevereiro | Fevereiro | Fevereiro | Fevereiro | Fevereiro | Fevereiro | Fevereiro | Fevereiro | Fevereiro | Fevereiro | Fevereiro |
| Esqui cross-country                                    | 17        | 18        | 19        | 20        | 21        | 22        | 23        | 24        | 25        | 26        | 27        | 28        |
| ------------------------------------------------------ | --------- | --------- | --------- | --------- | --------- | --------- | --------- | --------- | --------- | --------- | --------- | --------- |
| Individual 10km (livre) - masculino                    |           |           |           | 1         |           |           |           |           |           |           |           |           |
| Individual 30km (clássico) - masculino                 |           |           |           |           |           |           |           |           |           |           | 1         |           |
| Sprint (livre) - masculino                             |           |           |           |           | 1         |           |           |           |           |           |           |           |
| Perseguição sem parada 7,5km (c)/7,5km (l) - masculino |           |           |           |           |           |           | 1         |           |           |           |           |           |
| Equipe 4x10km (c/c/l/l) - masculino                    |           |           |           |           |           |           |           |           | 1         |           |           |           |
| Individual 5km (livre) - feminino                      |           |           |           | 1         |           |           |           |           |           |           |           |           |
| Individual 15km (clássico) - feminino                  |           |           |           |           |           |           |           |           |           |           |           | 1         |
| Sprint (livre) - feminino                              |           |           |           |           | 1         |           |           |           |           |           |           |           |
| Perseguição sem parada 5km (c)/5km (l) - feminino      |           |           |           |           |           |           | 1         |           |           |           |           |           |
| Equipe 3x5km (c/l/l) - feminino                        |           |           |           |           |           |           |           |           | 1         |           |           |           |

|  | Treino não oficial |  | Treino oficial |  | Dia de competição |  | Dia de final |

## Medalhistas
Esses foram os resultados dos medalhistas:
| Evento                               | Ouro                    | Ouro    | Prata                | Prata   | Bronze                     | Bronze  |
| ------------------------------------ | ----------------------- | ------- | -------------------- | ------- | -------------------------- | ------- |
| Individual 10 km (livre) - masculino | RUS Aleksey Tchernousov | 27m10s1 | RUS Sergey Turychev  | 27m19s3 | RUS Konstantin Glavatskikh | 27m46s6 |
| Individual 5 km (livre) - feminino   | RUS Valentina Novikova  | 15m07s0 | RUS Yulia Tchekaleva | 15m17s7 | RUS Anna Slepova           | 15m18s4 |
| Sprint (livre) - feminino            | RUS Natalja Iljina      | 3m34s48 | SUI Bettina Gruber   | 3m35s94 | UKR Marina Malets Lisogor  | 3m36s17 |

## Quadro de medalhas
| Ordem | País        | Medalha de ouro | Medalha de prata | Medalha de bronze |   |
| ----- | ----------- | --------------- | ---------------- | ----------------- | - |
| 1     | RUS Rússia  | 3               | 2                | 2                 | 7 |
| 2     | SUI Suíça   |                 | 1                |                   | 1 |
| 3     | UKR Ucrânia |                 |                  | 1                 | 1 |
| TOTAL | TOTAL       | 3               | 3                | 3                 | 9 |

## Masculino

### Individual 10km (livre)
Esses são os resultados:
| Pos. | Atleta                       | 1ª intermedi- ária (5 km) | Tempo final | Pontos |
| ---- | ---------------------------- | ------------------------- | ----------- | ------ |
|      | RUS Aleksey Tchernousov      | 13m27s3                   | 27m10s1     | 0,00   |
|      | RUS Sergey Turychev          | 13m24s4                   | 27m19s3     | 4,52   |
|      | RUS Konstantin Glavatskikh   | 13m52s5                   | 27m46s6     | 17,91  |
| 4    | RUS Ilya Mashkov             | 13m33s2                   | 27m50s9     | 20,02  |
| 5    | KAZ Ivan Drobyazko           | 13m55s0                   | 27m57s3     | 23,16  |
| 6    | JPN Keishin Yoshida          | 13m55s1                   | 28m01s4     | 25,18  |
| 7    | JPN Masaya Kimura            | 13m55s4                   | 28m02s9     | 25,91  |
| 8    | CZE Vaclav Kupilik           | 13m52s3                   | 28m03s4     | 26,16  |
| 9    | KAZ Mark Starostin           | 14m07s2                   | 28m16s9     | 32,78  |
| 10   | CZE Petr Novak               | 14m04s1                   | 28m20s3     | 34,45  |
| 11   | JPN Kohhei Shimizu           | 14m06s0                   | 28m21s7     | 35,14  |
| 12   | UKR Oleksiy Shvidkiy         | 14m15s4                   | 28m25s7     | 37,10  |
| 13   | RUS Roman Chekalkin          | 13m59s9                   | 28m37s6     | 42,94  |
| 14   | FRA Adrien Mougel            | 14m19s4                   | 28m39s5     | 43,87  |
| 15   | RUS Nikolay Khokhryakov      | 13m56s5                   | 28m40s6     | 44,41  |
| 16   | UKR Vasyl Koval              | 14m05s4                   | 28m44s4     | 46,28  |
| 17   | FRA Louis Deschamps          | 14m22s5                   | 28m45s8     | 46,97  |
| 18   | FRA Vincent Duchene          | 14m16s2                   | 28m52s4     | 50,21  |
| 19   | CAN Gavin Hamilton           | 14m15s6                   | 28m53s9     | 50,94  |
| 20   | KAZ Ivan Trifonov            | 14m24s4                   | 28m59s2     | 53,54  |
| 21   | CZE Jan Hamr                 | 14m14s2                   | 29m01s3     | 54,57  |
| 22   | KAZ Alexander Sichkarev      | 14m21s5                   | 29m02s0     | 54,92  |
| 23   | SWE Fredrik Karlsson         | 14m52s9                   | 29m02s3     | 55,06  |
| 24   | BLR Mikalai Parcheuski       | 14m05s7                   | 29m08s4     | 58,06  |
| 25   | SWE Martin Johansson         | 14m21s6                   | 29m10s0     | 58,84  |
| 26   | BLR Aliaksandr Ionenkau      | 14m20s8                   | 29m13s2     | 60,41  |
| 27   | POL Wojciech Biskup          | 14m31s8                   | 29m19s9     | 63,70  |
| 28   | AUT Thomas Grader            | 14m42s0                   | 29m24s3     | 65,86  |
| 29   | SVK Peter Mlynar             | 14m30s1                   | 29m24s9     | 66,16  |
| 30   | JPN Mikito Tachizaki         | 14m41s0                   | 29m25s5     | 66,45  |
| 31   | UKR Ivan Bilosyuk            | 14m18s0                   | 29m28s8     | 68,07  |
| 32   | KAZ Vitaliy Alexandrov       | 14m31s7                   | 29m29s9     | 68,61  |
| 33   | ESP Ioseba Rojo              | 14m32s9                   | 29m34s6     | 70,92  |
| 34   | FRA Emilien Buisson          | 14m26s5                   | 29m36s0     | 71,60  |
| 35   | CZE Jan Rykr                 | 14m24s9                   | 29m36s2     | 71,70  |
| 36   | POL Kamil Fundanicz          | 14m43s4                   | 29m36s5     | 71,85  |
| 37   | UKR Ruslan Perekhoda         | 14m30s0                   | 29m36s9     | 72,04  |
| 38   | SWE Joakim Engstroem         | 14m36s2                   | 29m39s7     | 73,42  |
| 39   | SWE Hakan Loefstroem         | 14m33s0                   | 29m39s9     | 73,52  |
| 40   | CHN Li Jingdong              | 14m47s4                   | 29m42s4     | 74,74  |
| 41   | CHN Zhou Hu                  | 14m45s5                   | 29m43s3     | 75,19  |
| 42   | SUI Piet Heer                | 14m42s6                   | 29m45s0     | 76,02  |
| 43   | UKR Myroslav Bilosyuk        | 14m35s9                   | 29m47s4     | 77,20  |
| 44   | EST Martti Himma             | 14m46s9                   | 29m47s8     | 77,39  |
| 45   | EST Madis Vaikmaa            | 14m43s1                   | 29m49s0     | 77,98  |
| 46   | BLR Yauheni Tserashkevich    | 14m49s0                   | 29m52s0     | 79,46  |
| 47   | SUI Joel Heer                | 14m50s7                   | 29m54s3     | 80,58  |
| 48   | SVK Peter Ziska              | 14m47s9                   | 29m57s9     | 82,35  |
| 49   | EST Karel Tammjarv           | 14m47s0                   | 29m58s2     | 82,50  |
| 50   | ITA Luca Orlandi             | 14m38s8                   | 30m00s2     | 83,48  |
| 51   | JPN Nobuhito Kashiwabara     | 14m52s8                   | 30m02s3     | 84,51  |
| 52   | KOR Kim Jeong-min            | 14m57s8                   | 30m03s6     | 85,15  |
| 53   | AUS Ewan Watson              | 15m13s2                   | 30m14s7     | 90,60  |
| 54   | CZE Jan Krska                | 14m54s2                   | 30m18s0     | 92,22  |
| 55   | POL Krzysztof Stec           | 14m33s7                   | 30m20s0     | 93,20  |
| 56   | CHN Jia Song                 | 14m49s5                   | 30m20s5     | 93,44  |
| 57   | CAN Ed McCarthy              | 15m01s1                   | 30m22s7     | 94,52  |
| 58   | ITA Massimiliano Gioia       | 15m07s4                   | 30m28s1     | 97,17  |
| 59   | GER Lutz Preussler           | 14m53s6                   | 30m36s2     | 101,15 |
| 60   | CAN Carl Steudler            | 15m09s5                   | 30m42s7     | 104,34 |
| 61   | CHN Dong Wenqiang            | 15m16s5                   | 30m43s3     | 104,63 |
| 62   | CAN Nils Lokken              | 15m38s1                   | 30m51s5     | 108,66 |
| 63   | EST Siim Sellis              | 15m06s4                   | 30m53s5     | 109,64 |
| 64   | ITA Glauco Pizzutto          | 15m10s7                   | 30m56s2     | 110,96 |
| 65   | AUT Lukas Hechl              | 14m55s2                   | 30m56s4     | 111,06 |
| 66   | BUL Stanimir Belomazhev      | 15m17s9                   | 30m58s3     | 111,99 |
| 67   | KOR Kim Hak-Jin              | 14m56s9                   | 30m58s9     | 112,29 |
| 68   | LAT Sandis Kemers            | 15m22s2                   | 31m03s9     | 114,74 |
| 69   | BLR Ihar Maiseyenka          | 14m57s7                   | 31m04s3     | 114,94 |
| 70   | UKR Igor Iakymenko           | 15m17s6                   | 31m13s3     | 119,35 |
| 71   | CHN Sun Qinghai              | 15m01s7                   | 31m23s8     | 124,51 |
| 72   | TUR Fatih Yuksel             | 15m29s1                   | 31m24s6     | 124,90 |
| 73   | TUR Burhan Oglago            | 15m32s5                   | 31m34s3     | 129,66 |
| 74   | BLR Tsihon Korsakov          | 15m13s1                   | 31m39s1     | 132,02 |
| 75   | SLO Gregor Kralj             | 15m41s1                   | 31m50s9     | 137,81 |
| 76   | SLO Anze Repansek            | 15m49s1                   | 32m01s7     | 143,11 |
| 77   | ESP Inigo Macias             | 15m57s2                   | 32m13s5     | 148,90 |
| 78   | CAN Simon Beaudet            | 15m50s1                   | 32m21s7     | 152,92 |
| 79   | KOR Park Seong-Beom          | 15m57s7                   | 32m24s3     | 154,20 |
| 80   | KOR Choi Tea-Soon            | 15m56s8                   | 32m44s6     | 164,16 |
| 81   | EST Madis Kollo              | 16m14s0                   | 32m59s7     | 171,57 |
| 82   | AUS Simon Flower             | 16m41s8                   | 33m08s4     | 175,84 |
| 83   | KOR Park Sang-Yong           | 16m31s2                   | 33m12s9     | 178,05 |
| 84   | MGL Baatar Batdorj           | 16m50s2                   | 33m38s3     | 190,52 |
| 85   | TUR Recep Efe                | 16m32s4                   | 33m50s5     | 196,50 |
| 86   | LAT Pavels Ribakovs          | 16m35s2                   | 33m58s1     | 200,23 |
| 87   | MGL Erdenechimeg Borkhuu     | 16m58s4                   | 34m13s6     | 207,84 |
| 88   | TUR Ekrem Yildirim           | 17m07s0                   | 34m27s4     | 214,61 |
| 89   | LAT Guntars Namsons          | 16m59s2                   | 34m55s5     | 228,40 |
| 90   | SRB Milan Mitrovic           | 17m41s2                   | 35m53s0     | 256,62 |
| 91   | MGL Bayaraa Gerelt-Od        | 17m52s2                   | 36m10s3     | 265,11 |
| 92   | GBR Simon Spencer            | 17m59s5                   | 36m28s0     | 273,80 |
| 93   | GRE Marios Zantzos           | 20m04s5                   | 40m39s6     | 397,28 |
|      | EST Andres Kollo             | DNF                       |             |        |
|      | TUR Bayram Oren              | DNF                       |             |        |
|      | CHN Bian Wenyou              | DNS                       |             |        |
|      | GRE Georgius Triantafyllidis | DNF                       |             |        |
|      | POL Mariusz Michalek         | DNS                       |             |        |
|      | SUI Philipp Furrer           | DNF                       |             |        |

## Feminino

### Individual 5km (livre)
Esses são os resultados:
| Pos. | Atleta                          | Tempo final | Pontos |
| ---- | ------------------------------- | ----------- | ------ |
|      | RUS Valentina Novikova          | 15m07s0     | 0,00   |
|      | RUS Yulia Tchekaleva            | 15m17s7     | 9,44   |
|      | RUS Anna Slepova                | 15m18s4     | 10,06  |
| 4    | RUS Natalja Iljina              | 15m21s8     | 13,05  |
| 5    | RUS Marina Chernousova          | 15m25s5     | 16,32  |
| 6    | FRA Picon Anouk Faivre          | 15m26s5     | 17,20  |
| 7    | UKR Tatjana Zavalij             | 15m33s9     | 23,73  |
| 8    | RUS Julia Ivanova               | 15m34s5     | 24,26  |
| 9    | LTU Irina Terentjeva            | 15m52s7     | 40,31  |
| 10   | ITA Stephanie Santer            | 15m54s8     | 42,16  |
| 11   | CHN Wang Libo                   | 15m55s4     | 42,69  |
| 12   | FRA Aurelie Dabudyk             | 15m56s1     | 43,31  |
| 13   | JPN Yuki Kobayashi              | 15m58s3     | 45,25  |
| 14   | KAZ Tatyana Shedenko            | 16m02s8     | 49,22  |
| 15   | FRA Pauline Caprini             | 16m04s8     | 50,98  |
| 16   | KAZ Svetlana Vassechko          | 16m17s8     | 62,45  |
| 17   | UKR Marina Malets Lisogor       | 16m22s1     | 66,24  |
| 18   | KAZ Yelena Sakhnova             | 16m23s6     | 67,56  |
| 19   | CHN Song Yanxue                 | 16m23s9     | 67,83  |
| 20   | JPN Chie Maruyama               | 16m27s7     | 71,18  |
| 21   | JPN Risa Abe                    | 16m29s3     | 72,59  |
| 22   | BLR Maryia Staravoitava         | 16m29s4     | 72,68  |
| 23   | UKR Kateryna Tseselska          | 16m35s3     | 77,88  |
| 24   | CZE Martina Chrastkova          | 16m37s7     | 80,00  |
| 25   | JPN Naoko Omori                 | 16m42s0     | 83,79  |
| 26   | UKR Tetyana Mykhnyuk            | 16m43s6     | 85,20  |
| 27   | GER Marion Ruf                  | 16m45s9     | 87,23  |
| 28   | UKR Marya Loseva                | 16m47s5     | 88,64  |
| 29   | CZE Hana Hancikova              | 16m49s1     | 90,06  |
| 30   | CHN Tang Jialin                 | 16m50s4     | 91,20  |
| 31   | SUI Muriele Hueberli            | 16m50s8     | 91,55  |
| 32   | CHN Guo Liping                  | 16m54s8     | 95,08  |
| 33   | ITA Virginia de Martin Topranin | 16m55s7     | 95,88  |
| 34   | POL Marcela Marcisz             | 16m56s6     | 96,67  |
| 35   | BLR Iryna Nafranovich           | 16m58s1     | 97,99  |
| 36   | BLR Yuliya Serafimava           | 16m59s1     | 98,88  |
| 37   | POL Anna Starega                | 16m59s3     | 99,05  |
| 38   | POL Agnieszka Szymanczak        | 17m06s0     | 104,96 |
| 39   | SUI Rahel Imoberdorf            | 17m08s7     | 107,34 |
| 40   | CHN Bu He                       | 17m08s9     | 107,52 |
| 41   | UKR Galyna Mykhnyuk             | 17m12s4     | 110,61 |
| 42   | CAN Alana Thomas                | 17m21s6     | 118,72 |
| 43   | BLR Valiantsina Kaminskaya      | 17m22s2     | 119,25 |
| 44   | CAN Alexia Pichard-Jolicoeur    | 17m25s0     | 121,72 |
| 45   | POL Magdalena Ligocka           | 17m27s0     | 123,48 |
| 46   | SVK Lucia Klimkova              | 17m32s9     | 128,69 |
| 47   | CAN Anna Crawford               | 17m40s7     | 135,57 |
| 48   | BLR Natalia Mishuta             | 17m45s8     | 140,07 |
| 49   | CZE Sona Tolarova               | 17m51s1     | 144,74 |
| 50   | CAN Mary Thompson               | 17m52s6     | 146,06 |
| 51   | GBR Rosamund Musgrave           | 18m00s7     | 153,21 |
| 52   | CHN Zhang Zheng                 | 18m10s0     | 161,41 |
| 53   | KOR Bae Ji-Young                | 18m26s5     | 175,96 |
| 54   | ITA Katharina Milazzi           | 18m31s6     | 180,46 |
| 55   | TUR Gizem B. Akgul              | 20m30s6     | 285,42 |
| 56   | TUR Esra Gunes                  | 20m59s7     | 311,09 |
| 57   | GRE Evgenia Noidou              | 26m44s1     | 614,86 |
| 58   | GRE Marianthi Martiduo          | 28m44s2     | 720,79 |
|      | SVK Daniela Kotschova           | DNS         |        |
|      | CAN Mallory Deyne               | DNS         |        |

### Sprint (livre)
Esses são os resultados:
| Pos. | Atleta                          | Qualificação | Quartas-de-final | Quartas-de-final | Semifinal | Semifinal | Final   |
| Pos. | Atleta                          | Qualificação | Tempo            | Semifinal        | Tempo     | Final     | Final   |
| ---- | ------------------------------- | ------------ | ---------------- | ---------------- | --------- | --------- | ------- |
|      | RUS Natalja Iljina              | 3m44s81      | 3m33s95          | Q                | 3m29s69   | A         | 3m34s48 |
|      | SUI Bettina Gruber              | 3m47s06      | 3m35s17          | Q                | 3m29s92   | A         | 3m35s94 |
|      | UKR Marina Malets Lisogor       | 3m45s33      | 3m37s57          | Q                | 3m37s60   | A         | 3m36s17 |
| 4    | RUS Valentina Novikova          | 3m39s86      | 3m39s56          | Q                | 3m31s05   | A         | 3m36s27 |
| 5    | RUS Elena Turysheva             | 3m50s88      | 3m41s28          | Q                | 3m33s99   | A         | 3m37s74 |
| 6    | RUS Olga Kuziukova              | 3m44s25      | 3m35s31          | Q                | 3m37s68   | A         | 3m47s76 |
| 7    | RUS Julia Ivanova               | 3m45s73      | 3m38s04          | Q                | 3m34s21   | B         | 3m40s22 |
| 8    | CHN Song Yanxue                 | 3m48s27      | 3m40s05          | Q                | 3m43s52   | B         | 3m40s79 |
| 9    | SUI Laurien Van Der Graaff      | 3m53s96      | 3m38s14          | q                | 4m08s04   | B         | 3m43s17 |
| 10   | UKR Kateryna Tseselska          | 3m49s14      | 3m36s27          | Q                | 3m37s83   | B         | 3m43s45 |
| 11   | LTU Irina Terentjeva            | 3m44s52      | 3m41s09          | Q                | 3m49s32   | B         | 3m44s55 |
| 12   | SUI Sandra Gredig               | 3m54s22      | 3m38s30          | q                | 4m10s35   | B         | 3m44s67 |
| 13   | CHN Wang Libo                   | 3m52s67      | 3m43s32          |                  |           |           |         |
| 14   | POL Marcela Marcisz             | 3m53s87      | 3m39s28          |                  |           |           |         |
| 15   | JPN Naoko Omori                 | 3m54s33      | 3m41s99          |                  |           |           |         |
| 16   | KAZ Tatyana Shedenko            | 3m51s39      | 3m45s95          |                  |           |           |         |
| 17   | GER Marion Ruf                  | 3m53s07      | 3m44s75          |                  |           |           |         |
| 18   | JPN Risa Abe                    | 3m53s84      | 3m40s34          |                  |           |           |         |
| 19   | BLR Natalia Mishuta             | 3m56s79      | 3m40s16          |                  |           |           |         |
| 20   | UKR Tetyana Mykhnyuk            | 3m56s89      | 3m43s64          |                  |           |           |         |
| 21   | CHN Guo Liping                  | 3m52s06      | 3m45s97          |                  |           |           |         |
| 22   | BLR Maryia Staravoitava         | 3m53s97      | 3m44s75          |                  |           |           |         |
| 23   | JPN Yuki Kobayashi              | 3m56s50      | 3m46s07          |                  |           |           |         |
| 24   | BLR Valiantsina Kaminskaya      | 3m57s88      | 3m46s69          |                  |           |           |         |
| 25   | UKR Marya Loseva                | 3m58s32      | 3m42s35          |                  |           |           |         |
| 26   | CHN Tang Jialin                 | 3m58s20      | 3m50s05          |                  |           |           |         |
| 27   | SVK Daniela Kotschova           | 3m59s07      | 3m48s16          |                  |           |           |         |
| 28   | POL Agnieszka Szymanczak        | 3m59s38      | 3m49s65          |                  |           |           |         |
| 29   | SVK Lucia Klimkova              | 4m00s45      | 3m50s59          |                  |           |           |         |
| 30   | CAN Alana Thomas                | 4m01s01      | 3m52s07          |                  |           |           |         |
| 31   | CHN Bu He                       | 4m01s25      |                  |                  |           |           |         |
| 32   | UKR Galyna Mykhnyuk             | 4m01s50      |                  |                  |           |           |         |
| 33   | SUI Rahel Imoberdorf            | 4m01s91      |                  |                  |           |           |         |
| 34   | CZE Hana Hancikova              | 4m02s15      |                  |                  |           |           |         |
| 35   | POL Magdalena Ligocka           | 4m02s57      |                  |                  |           |           |         |
| 36   | CZE Zuzana Rosslerova           | 4m02s75      |                  |                  |           |           |         |
| 37   | ITA Virginia de Martin Topranin | 4m02s76      |                  |                  |           |           |         |
| 38   | KAZ Yelena Sakhnova             | 4m03s96      |                  |                  |           |           |         |
| 39   | GBR Rosamund Musgrave           | 4m04s04      |                  |                  |           |           |         |
| 40   | CHN Zhang Zheng                 | 4m04s50      |                  |                  |           |           |         |
| 41   | CAN Alexia Pichard-Jolicoeur    | 4m06s25      |                  |                  |           |           |         |
| 42   | UKR Kateryna Smirnova           | 4m06s46      |                  |                  |           |           |         |
| 43   | JPN Chie Maruyama               | 4m06s86      |                  |                  |           |           |         |
| 44   | CZE Sona Tolarova               | 4m07s48      |                  |                  |           |           |         |
| 45   | CAN Mallory Deyne               | 4m09s48      |                  |                  |           |           |         |
| 46   | ITA Katharina Milazzi           | 4m09s78      |                  |                  |           |           |         |
| 47   | POL Anna Starega                | 4m11s30      |                  |                  |           |           |         |
| 48   | CAN Anna Crawford               | 4m19s49      |                  |                  |           |           |         |
| 49   | KOR Bae Ji-Young                | 4m23s14      |                  |                  |           |           |         |
| 50   | CAN Mary Thompson               | 4m24s55      |                  |                  |           |           |         |
| 51   | TUR Esra Gunes                  | 4m36s90      |                  |                  |           |           |         |
| 52   | TUR Gizem B. Akgul              | 4m51s21      |                  |                  |           |           |         |
| 53   | ITA Michela Cozzini             | 4m51s51      |                  |                  |           |           |         |
| 54   | GRE Evgenia Noidou              | 5m54s64      |                  |                  |           |           |         |
| 55   | GRE Marianthi Martidou          | 6m36s19      |                  |                  |           |           |         |
|      | BLR Iryna Nafranovich           | DNS          |                  |                  |           |           |         |
|      | BLR Yuliya Serafimava           | DNS          |                  |                  |           |           |         |

### Equipe 3x5km (c/l/l)
Legenda
| Recorde mundial        | Recorde mundial (World record)               |                       | Recorde africano                      | Recorde africano (African) |                                           | Q | Classificado por posição (Qualified) |
| Recorde da Universíada | Recorde da Universíada (Universiade record)  | Recorde da América    | Recorde da América (Americas)         | q                          | Classificado por melhor tempo (Qualified) |   |                                      |
| Melhor marca do ano    | Melhor marca do ano (World leading)          | Recorde asiático      | Recorde asiático (Asian)              | DNS                        | Não largou (Did not start)                |   |                                      |
| Recorde nacional       | Recorde nacional (National record)           | Recorde europeu       | Recorde europeu (European)            | DNF                        | Não terminou (Did not finish)             |   |                                      |
| Recorde pessoal        | Recorde pessoal do atleta (Personal best)    | Recorde da Oceania    | Recorde da Oceania (Oceania)          | DSQ / DQ                   | Desclassificado (Disqualified)            |   |                                      |
| Recorde da temporada   | Recorde da temporada do atleta (Season best) | Recorde sul-americano | Recorde sul-americano (South America) | NM                         | Sem marca (No mark)                       |   |                                      |